# Skogsnattlöpare
Skogsnattlöpare, Nebria brevicollis är en skalbaggsart som beskrevs av Johan Christian Fabricius, 1792. Skogsnattlöpare ingår i släktet Nebria och familjen jordlöpare. Arten är reproducerande i Sverige. Inga underarter finns listade i Catalogue of Life.

## Bildgalleri

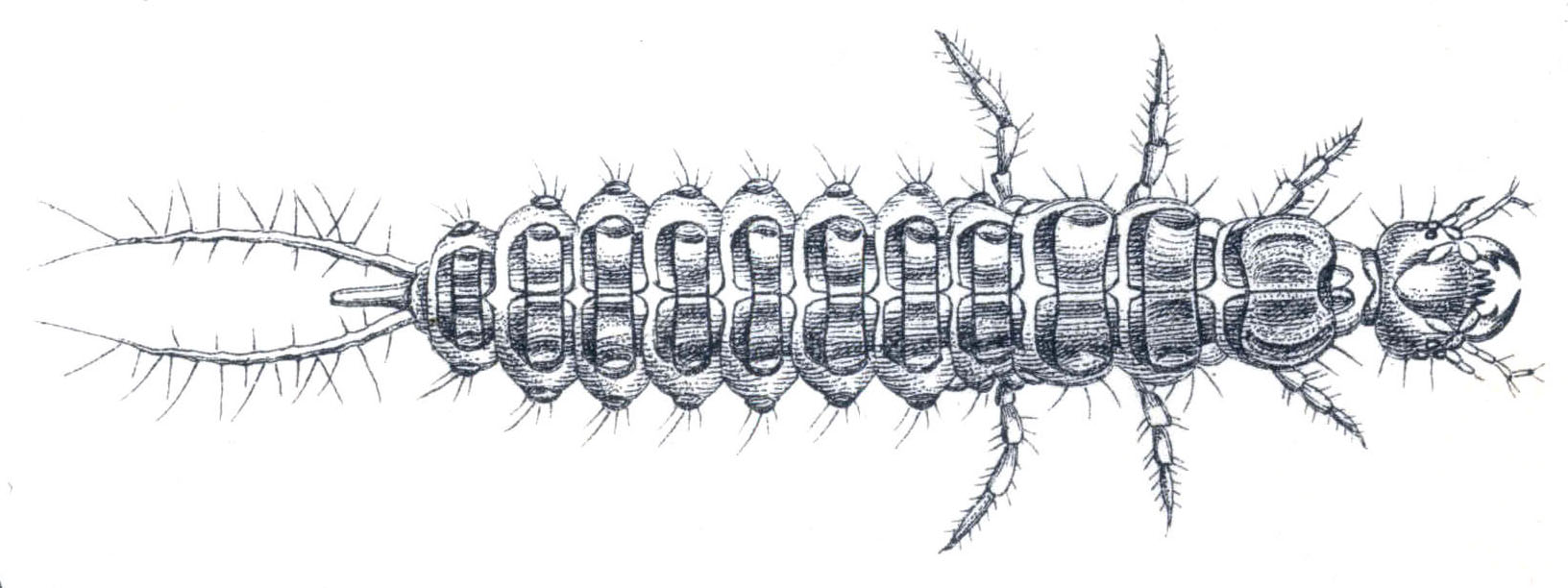
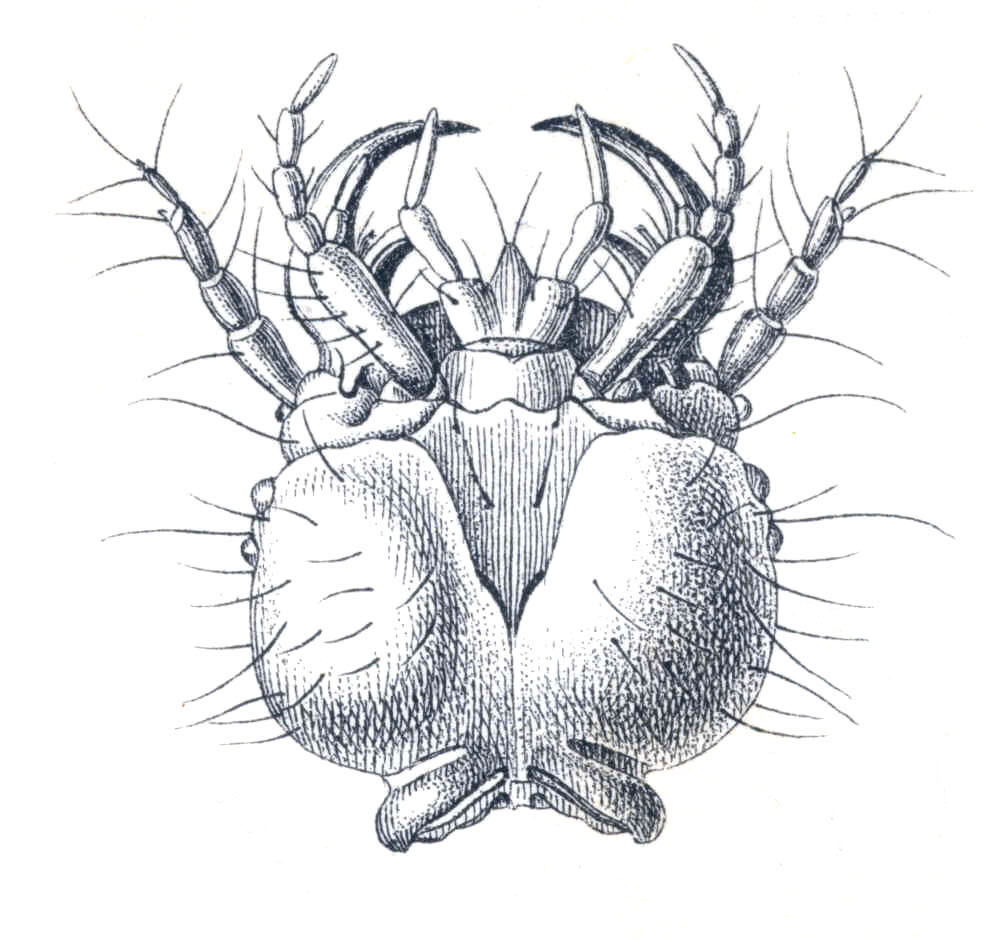
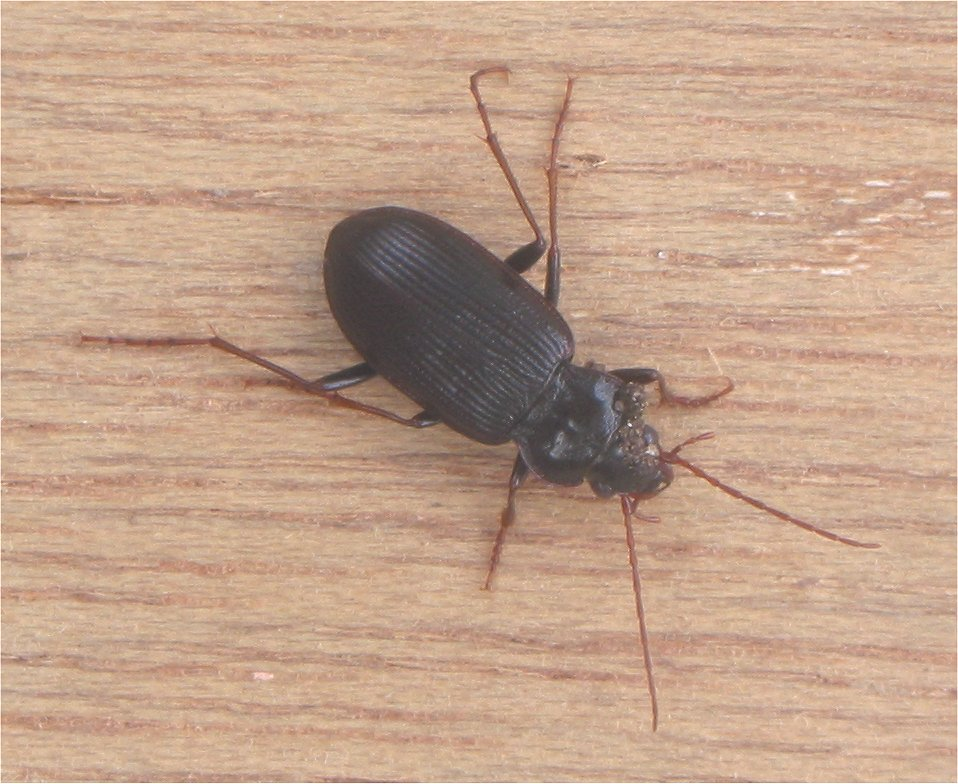
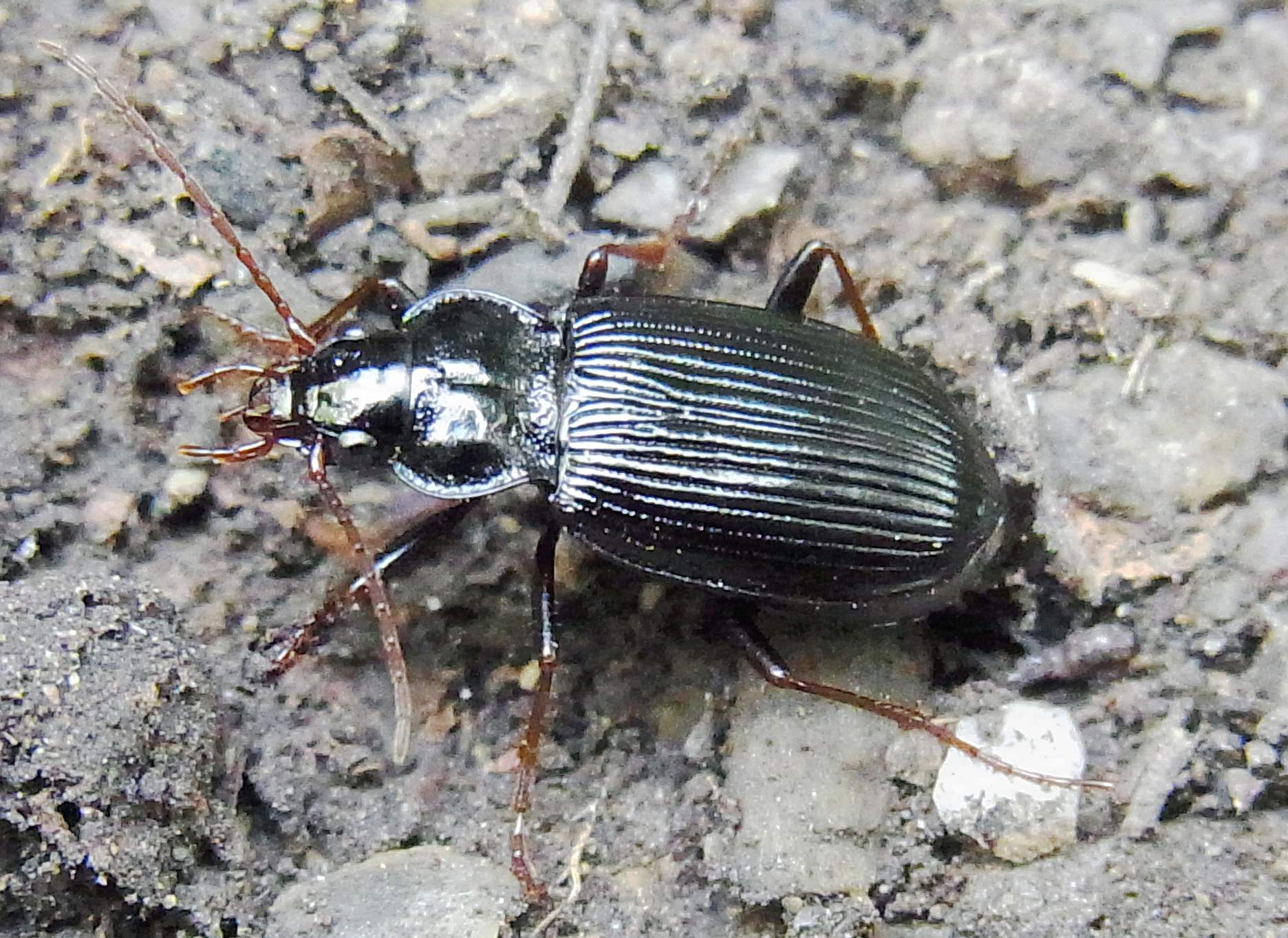
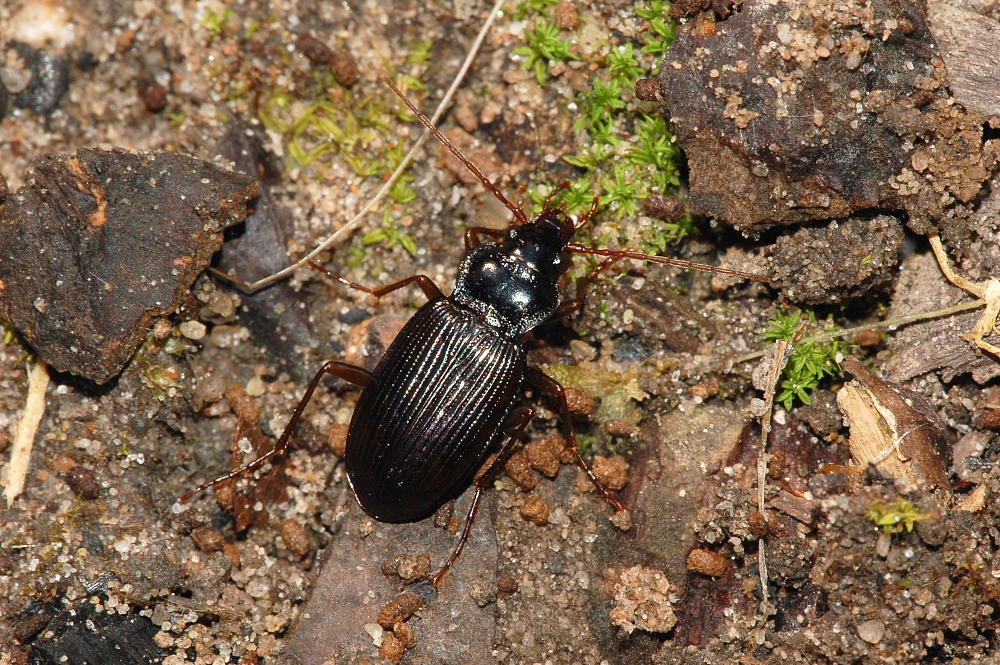
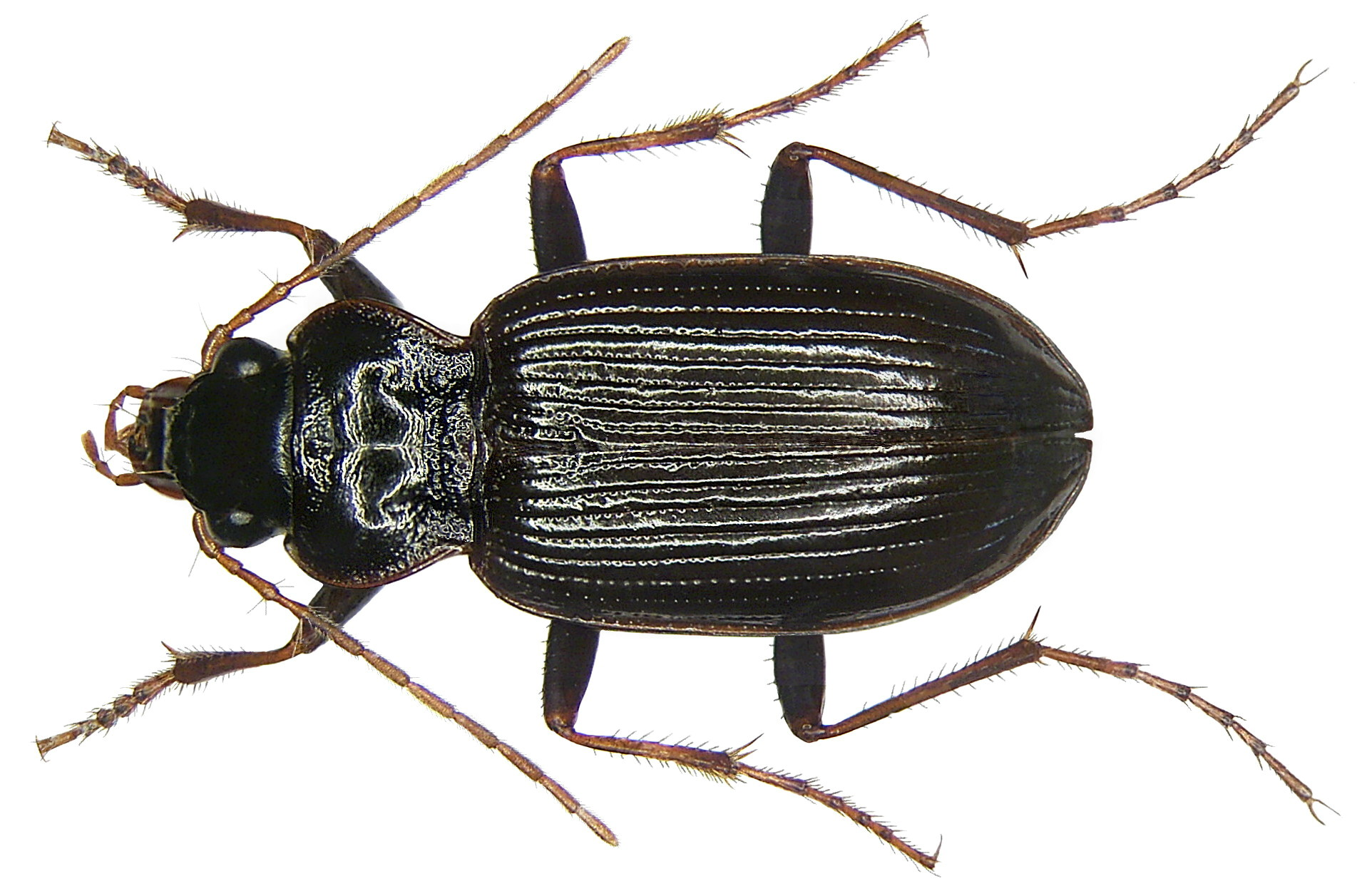